# Florian Ceynowa
Florian Ceynowa (Florión Cenôwa) född 4 maj 1817, död 26 mars 1881 i Preussen, var en kasjubisk språkforskare. Ceynowa har för kasjubiskan uppgjort ett eget alfabet och skrivit en kasjubisk grammatik (1879).